# フォート・ムーア
フォート・ベニング（英: Fort Benning ）は、ジョージア州コロンバスに所在する米陸軍の駐屯地である。敷地の一部はアラバマ州にまたがる。フォート・ベニングでは毎日12万人以上の現役軍人、軍人家族、予備役、退職者、民間人従業員が活動している。同地は戦力投射の基盤であり、空路、鉄道、高速道路によって即応部隊を展開する能力を有する。フォート・ベニングは機動中核的研究拠点、機甲学校、歩兵学校、西半球安全保障協力研究所、第75レンジャー連隊、その他多くの部隊の本拠地である。1909年以来、フォート・ベニングは歩兵の本拠地であり、また2009年以降は、機甲学校の移設に伴い機甲及び騎兵の本拠地でもある。

## 改名について
2020年に黒人殺害問題で人種差別が問題になったため、2021年に国防総省は、南軍由来の名前を変更するとしてネーミング・コミッション（命名委員会）を設立した。この命名委員会により9つの基地の改名が提案された。
この基地は南軍の准将ヘンリーL.ベニングを名前の由来としたフォート・ベニングであったため対象となった。改名後の名前は、実話を元にした2002年の映画『ワンス・アンド・フォーエバー』の主人公で、当基地に赴任してベトナム戦争に従軍したハル・ムーアと妻のジュリーら家族を表すファミリーネームのムーアを由来とする。2023年5月22日に改名が実施された。
2025年3月3日、国防長官ピート・ヘグゼスは米軍に対し、基地の名前を再びフォート・ベニングに戻すよう命じたが、新しい名前の由来は第一次世界大戦で殊勲十字章を受章したフレッド・G・ベニング伍長である。2025年3月4日までに、フォート・ベニングの「新しい」名前とロゴが米軍の公式ウェブサイトに掲載された。

## 歴史
キャンプ・ベニングは1909年10月に創立された。第一次世界大戦勃発後は、戦争のための最初の新隊員教育がここで行われた。1918年12月24日から1919年3月15日までドワイト・D・アイゼンハワーが同駐屯地に配属となっている。停戦時、キャンプ・コルト（ペンシルバニア州）の戦車部隊250名が駐屯する。1918年12月26日、キャンプ・ポーク（ノースカロライナ州ローリー ）の戦車学校の一部が、歩兵学校と連携するために移設された。1919年2月19日-21日、キャンプ・ベニングの戦車部隊はキャンプ・ミードに移動した。
1920年2月、議会はキャンプ・ベニングを永久的な駐屯地とすることを宣言し、歩兵学校のために100万ドル以上の追加の建設予算を承認した。1920年秋の時点で、将校350名、兵士7000名、学生将校650名以上がキャンプ・ベニングに所在した。1922年、同駐屯地の名称を、南北戦争時のアメリカ連合国陸軍のヘンリーL.ベニング准将にちなみ、「フォート・ベニング」に改名した。1924年、ブライアントH.ウェルズ准将が第4代歩兵学校長となり、野外訓練と福利厚生のための恒久的な施設を建設するウェルズ計画を創設した。ウェルズの在任期間、駐屯地はドウボーイ・スタジアム、ゴウィ運動場、駐屯地劇場、ラス水泳場を建設した。ドウボーイ・スタジアムは第一次世界大戦に戦死した戦友たちの記念碑に選ばれた。当時、若い大尉であったドワイト・D・アイゼンハワーはドウボーイの最初のコーチの一人であった。
1927年11月、ジョージ・マーシャル中佐は、副駐屯地司令、歩兵学校副学校長兼学術部長に任命され、改革を行った。第二次世界大戦間に陸軍参謀総長となるマーシャルは、第一次世界大戦の死傷者の多さに驚愕し、従来の訓練が不十分であると考えた。彼は、将来の紛争において準備不足が被害を拡大させることを阻止しようと決心した。彼と彼の部下はフォート・ベニングの教育システムを改訂した。彼が行った改革は「ベニング・ルネサンス」として今日よく知られている。その改革の内容は次の通りである。教官の新規雇用と解雇が行われ、教官は授業においてメモやノートを読み上げるだけで無く「語る」ことが求められた。図上演習は野外演習に換えられた。また、学生に3分間の即興発表を必ず要求し、学生の気を常に張り詰めさせた。また、学生の解答が、たとえ学校が予め準備した解答とは違っていても、それが優れたものであるならば、賞賛し公表した。
第二次世界大戦間のフォート・ベニングの面積は797.87km²であり、将校3970名、下士官兵9万4873名の居住区域があった。他の多くの部隊と同様に、フォート・ベニングは、アフリカ系アメリカ人の重要なマイルストーンである第555落下傘歩兵大隊(通称トリプルニッケル)の本拠地であり、その訓練は1943年12月に始まった。これは本改革（「歩兵の家」）の最初の施策であった。同部隊は戦争中に海外へ展開することはなく戦闘もしなかったが、特別任務として、1000回以上の森林消防のための降下を行った。同部隊は、日本の風船爆弾によって引き起こされる森林火災に対処するために太平洋岸北西部に展開した。1940年7月15日、第82装甲偵察大隊と第17装甲工兵大隊が編成され訓練を開始した。
1950年8月から1951年3月までの間、NATOに派遣される4つの師団の内の最初の部隊である第4歩兵師団がフォート・ベニング（サンドヒル及びハーモニーチャーチ地区）で再編成された。同部隊は5年間ドイツに展開した。
メインポストの空挺学校は3つの76m降下塔「フリータワー」を有している。それは空挺員の訓練のために使われた。その塔はニューヨーク万国博覧会 (1939年)の落下傘塔をモデルにしていた。3つの塔は今日も建っているが、第4塔は1954年3月14日に竜巻によって倒壊した。
1962年春、アメリカ陸軍総軍司令官ハーバート・B・パウエル大将は、7月1日以降、歩兵学校の全教育は陸軍師団再編（ROAD）編成を反映するように指示した。歩兵学校は第1歩兵旅団を再編成する許可を求めた。それを受けて、陸軍幕僚はペントミック編成であった第1歩兵旅団をROAD編成に再編成し、197歩兵旅団と取り替えた。第1歩兵旅団主力は第1歩兵師団に戻され、フォート・ベニングに残った一部の部隊は新しい部隊名が与えられた。幕僚は、廃止されていた予備師団の部隊番号を選んだ。1962年8月1日、フォート・ベニングの新しいROAD旅団のために、総軍総務部長は、30年前まで編成されていた歩兵旅団と第99歩兵師団の本部管理中隊を集約して第99偵察中隊を復元した。
ベトナム戦争間、フォート・ベニングは斥候犬の学校があった。敵地で敵の伏撃を察知するための訓練が行われた。
フォート・ベニングは、陸軍工兵が建設したマッケナ市街地訓練場を有している。それは実地訓練、仮想訓練、実験訓練(兵士システム、武器、装備)を行うことが出来た。この訓練場は約200平方メートル、ヨーロッパの村と似ており、教会、小さな家、住宅とオフィスといった15の建物がある。
1984年、パナマ運河条約(トリホス＝カーター条約)の調印により、「アメリカの学校(後に西半球安全保障協力研究所に改名)」はフォート・グリック（パナマ）からフォート・ベニングに移設された。
2005年基地再編閉鎖(BRAC)委員会が多くの学校と施設を集約して「中核的研究拠点」を設立することを決定したため、フォート・ベニングは機動中核的研究拠点に改編された。この改編によって2009年に機甲学校がフォート・ノックスからフォート・ベニングに移設された。

## 駐屯地情報
フォート・ベニングには、メインポスト、ケリーヒル、サンドヒル、ハーモニーチャーチの4つの主要地域がある。

### メインポスト
メインポストには、様々な駐屯部隊及びアメリカ陸軍総軍(FORSCOM)所属の第14戦闘支援病院及び第11工兵大隊、アメリカ陸軍訓練教義コマンド(TRADOC)所属の幹部候補生学校、下士官アカデミー、空挺学校等が所在する。マクギニス - ウィッカム会館（元、歩兵会館）には駐屯地本部及び機動中核的研究拠点がある。そこにはレンジャー記念碑が隣接している。

### ケリーヒル
ケリーヒルは、以前、第3機械化歩兵師団の第3機甲旅団戦闘団が所在していた。しかし、2015年12月11日-15日に、同部隊隷下の6コ大隊が廃止となった。その代わり、2015年12月16日に第28歩兵連隊第１大隊(タスクフォース1-28)が編成された。この部隊は上記の6コ大隊から選ばれた1053名で構成されていた。

### サンドヒル
サンドヒルは主に第198歩兵旅団が所在する。この部隊は同一駐屯地部隊訓練(OSUT)(アメリカ陸軍基礎訓練)を担当している。また、194機甲旅団の第30総務大隊（新隊員受入）、第46歩兵連隊第１大隊、第47歩兵連隊第2大隊、第47歩兵連隊第3大隊が所在する。

### ハーモニーチャーチ
ハーモニーチャーチには第194機甲旅団、第316騎兵旅団、機甲学校、第４レンジャー訓練大隊（レンジャー学校第一段階担当）

### 駐屯部隊等
- 機動中核的研究拠点
- 歩兵学校
- 機甲学校
- 第194機甲旅団
  - 第81機甲連隊第1大隊
  - 第15騎兵連隊第5大隊
  - 第46歩兵連隊第1大隊
  - 第47歩兵連隊第2大隊
  - 第30総務大隊（新隊員受入）
- 第316騎兵旅団
  - 第16騎兵連隊第1大隊
  - 第16騎兵連隊第3大隊
  - 第29歩兵連隊第1大隊
- 第198歩兵旅団
  - 第19歩兵連隊第1大隊
  - 第19歩兵連隊第2大隊
  - 第50歩兵連隊第1大隊
  - 第54歩兵連隊第2大隊
  - 第58歩兵連隊第2大隊
- 第199歩兵旅団
  - 第11歩兵連隊第2大隊
  - 第11歩兵連隊第3大隊
  - 第16騎兵連隊第2大隊
  - 第81歩兵連隊第3大隊(憲兵大隊, 留学生事務所及びMCoE音楽隊)
  - ヘンリーカロ下士官アカデミー(NCOA)
  - 指揮・戦術局(CATD)
- 空挺・レンジャー訓練旅団(ARTB)
  - 第4レンジャー訓練大隊
  - 第507落下傘歩兵連隊本部及び本部中隊(降下長学校、降下誘導員学校)[24]
  - 第507落下傘歩兵連隊第1大隊(空挺学校)
  - シルバーウィング 落下傘展示チーム
- 第48歩兵旅団戦闘団第28歩兵連隊第1大隊 ,FORSCOM (連携部隊)
- 第14戦闘支援病院, 衛生コマンド(MEDCOM)
- 第11工兵大隊
  - 本部及び本部中隊
  - FSC 工兵中隊
  - 第60工兵中隊
  - 第63工兵中隊
  - 第362工兵中隊
- 第75レンジャー連隊, USASOC
  - 第3レンジャー大隊
  - 連隊特殊部隊大隊(RSTB)
- マーティン陸軍地域病院,陸軍衛生部(AMEDD)
- ラブ歯科医院, 陸軍歯科コマンド(DENTAC)
- 陸軍選抜射手部隊, USAAC
- 第1治安部隊支援旅団
- 陸軍州兵戦士訓練センター
- 西半球安全保障協力研究所
- 行動及び社会科学研究所
- 防衛軍事会計事務所(MICC)
- 任務導入契約コマンド
- 米空軍第18航空支援作戦群17航空支援作戦大隊

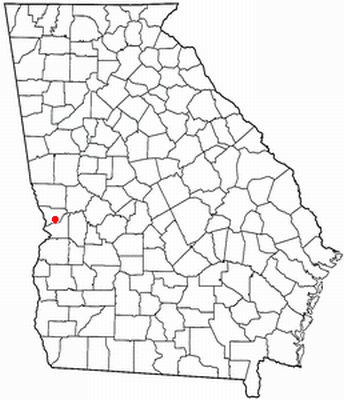
ジョージア州内の位置

## 出身者
- ザック・ワンプ